# Kanton Le Mans-3
 Le Mans-3 is een kanton van het Franse departement Sarthe. Het kanton maakt deel uit van het arrondissement Le Mans.
In 2020 telde het 30.014 inwoners.

Het kanton werd gevormd ingevolge het decreet van 24 februari 2014, met uitwerking op 22 maart 2015, met Le Mans als hoofdplaats.

## Gemeenten
Het kanton omvat enkel een (centraal) deel van de gemeente :
- Le Mans